# 山本良一
山本 良一（やまもと りょういち、1946年8月30日 - ）は、日本の工学者（環境材料科学・環境経営学）。学位は工学博士。専門は材料科学、持続可能製品開発論、エコデザイン学。文部科学省科学官、東京大学生産技術研究所名誉教授、東京都市大学特任教授、東京都公立大学法人理事長。

## 来歴
1946年（昭和21年）に茨城県水戸市に生まれた。東京大学工学部冶金学科にて工学を学ぶ。その後、東京大学大学院に進み、1974年同大学工学系研究科にて博士課程を修了した。
大学院修了後は学究活動に従事し、1988年から東京大学先端科学技術センター教授。1992年に東京大学生産技術研究所教授に転じた。2001年、東京大学国際・産学共同研究センターのセンター長に就任。2010年東京大学を停年退職、2011年から東京都市大学環境情報学部特任教授。
学外では、エコマテリアル・フォーラム名誉会長、環境経営学会会長、環境プランニング学会会長、日本LCA学会会長、LCA日本フォーラム会長、環境効率フォーラム会長、国際グリーン購入ネットワーク会長、エコプロダクツ展示会実行委員長、北京大学、清華大学など中国の31の客員教授を歴任している。

## 研究
人工超格子、計算材料学、エコマテリアルなど、材料工学と環境学についての研究が多い。
企業経営において環境への配慮は不可避であると主張している。「環境経営」の概念を積極的に推奨しており、「本業すべてが環境に配慮されたものになっていなければならない」と主張している。「90年代は環境経営が急速に日本社会で普及して、ある一定の効果があがった」と指摘したうえで「今世紀は『相対的な環境経営』から『絶対的環境経営』に変わった」と主張している。
「チーム・マイナス6%」プロジェクトに対しては、「21世紀はもう、『絶対的環境経営』。つまり、『チーム・マイナス80%』。これをやらないといけません」と発言している。クールビズや福田ビジョンに対しては「福田ビジョンで唱えられた『低炭素革命』は、明治維新に例えるとわかりやすい。3年前の小池百合子さん（元環境相）によるクールビズは断髪令や廃刀令だった」と発言している。
また、エコプロダクツやグリーン購入などを通じて、環境問題に対し財貨や役務の生産面と調達面の双方からアプローチしている。

## 略歴
- 1969年 - 東京大学工学部冶金学科卒業[2][3]
- 1974年 - 東京大学大学院工学研究科博士課程修了[2]、マックス・プランク金属研究所客員研究員[2]
- 1981年 - 東京大学工学部金属材料学科助教授
- 1988年 - 東京大学先端科学技術センター教授
- 1992年 - 東京大学生産技術研究所教授
- 2003年 - 環境省中央環境審議会会長代理[6]
- 2010年 - 東京大学を定年退職[2]
- 2011年 - 東京都市大学環境情報学部教授[2]
- 2021年 -東京都公立大学法人理事長[7]

## 著作

### ウェブサイト
- 『持続可能な社会のためのエコデザイン。- WEB講義 - 環境goo』エヌ・ティ・ティレゾナント